# Giuseppe Sciacca
Giuseppe Sciacca (n. Aci Catena, Sicilia, Italia, 23 de febrero de 1955) es un obispo católico, profesor, teólogo, canonista y filósofo italiano. Ha estudiado en diversas universidades del país y fue ordenado sacerdote en octubre de 1978, para su diócesis natal, en la cual ejerció todo su ministerio pastoral.
A partir de 1999 de manera sucesiva, ha ido ocupando numerosos cargos episcopales, como: Prelado Auditor del Tribunal de la Rota Romana, Obispo Titular de Victoriana, Secretario General del Gobernador de la Ciudad del Vaticano, Consultor de la Congregación para la Doctrina de la Fe y desde actualmente es Obispo Titular de Fondi, Auditor General de la Cámara Apostólica y Secretario del Tribunal Supremo de la Signatura Apostólica.

## Biografía

### Primeros años y formación
Nacido en la comuna italiana de Aci Catena ("situada en la Provincia de Catania y Región de Sicilia"), el día 23 de febrero de 1955. Desde siempre ha tenido una gran vocación religiosa, lo que hizo que ingresara en el seminario diocesano.
Estudió Teología en la Pontificia Universidad Lateranense, se graduó en Derecho Canónico por la Universidad Pontificia de Santo Tomás de Aquino y obtuvo un segundo grado en Filosofía por la Universidad de Catania.

### Sacerdocio
El 7 de octubre de 1978 en una iglesia de pueblo natal, fue ordenado sacerdote para la Diócesis de Acireale, por el entonces obispo diocesano "Monseñor" Pasquale Bacile(†).
Una vez ordenado, inició su ministerio pastoral siendo Decano del Capítulo Colegial de la Basílica Colegiata de San Sebastián en Acireale.
Luego pasó a ser profesor de Historia y Filosofía en diversas escuelas de Catania y en la "Accademia di scienze, lettere e belle arti degli Zelanti e dei Dafnici", también de Acireale. Además trabajaba en varios tribunales diocesanos regionales.
El 25 de marzo de 1999, fue designado como Prelado Auditor del Tribunal de la Rota Romana.

## Episcopado
El 3 de septiembre de 2011 fue nombrado secretario general del Gobernación del Estado de la Ciudad del Vaticano por el papa Benedicto XVI, al mismo tiempo que le concedió la signidad episcopal asignándole la sede titular de Victoriana. Recibió la consagración episcopal el 8 de octubre de ese mismo año, en la Basílica de San Pedro de la Ciudad del Vaticano, a manos del entonces Secretario de Estado, cardenal Tarcisio Bertone. Además de su escudo, eligió como lema, la frase: "In tua iustitia Domine" – (en latín).
El 10 de noviembre de 2012 fue transferido a la sede titular de Fondi y un año más tarde, el 13 de febrero de 2013, fue nombrado Auditor General de la Cámara Apostólica.
Posteriormente, el 24 de agosto de 2013 fue nombrado por el Papa Francisco como secretario adjunto del Tribunal Supremo de la Signatura Apostólica
El 21 de septiembre de 2013 fue nombrado consultor de la Congregación para la Doctrina de la Fe.
El 1 de septiembre de 2016 fue nombrado secretario general del Tribunal Supremo de la Signatura Apostólica, del cual anteriormente fue adjunto.
El 21 de septiembre de 2018 fue confirmado como consultor de la Congregación para la Doctrina de la Fe in aliud quinquennium.
El 26 de enero de 2022 fue nombardo presidente de la Oficina de trabajo de la Sede Apostólica.